# Kos
För andra betydelser, se Kos (olika betydelser).
Kos (grekiska Κως) är en grekisk ö i ögruppen Dodekaneserna (Tolvöarna) i Egeiska havet. Den är belägen utanför Turkiets sydvästra kust och är 290 km² stor. Huvudorten heter också Kos, och ligger på öns nordöstra kust. Ön har omkring 30 000 invånare och ligger mellan öarna Kalymnos och Nisyros, 4 kilometer utanför den turkiska kuststaden Bodrum. Ön räknas som den grönaste och bördigaste ön av Dodekaneserna.
Kos har en betydande turistnäring och många fornminnen. De äldsta fynden är från omkring 3000 f.Kr.

## Geografi

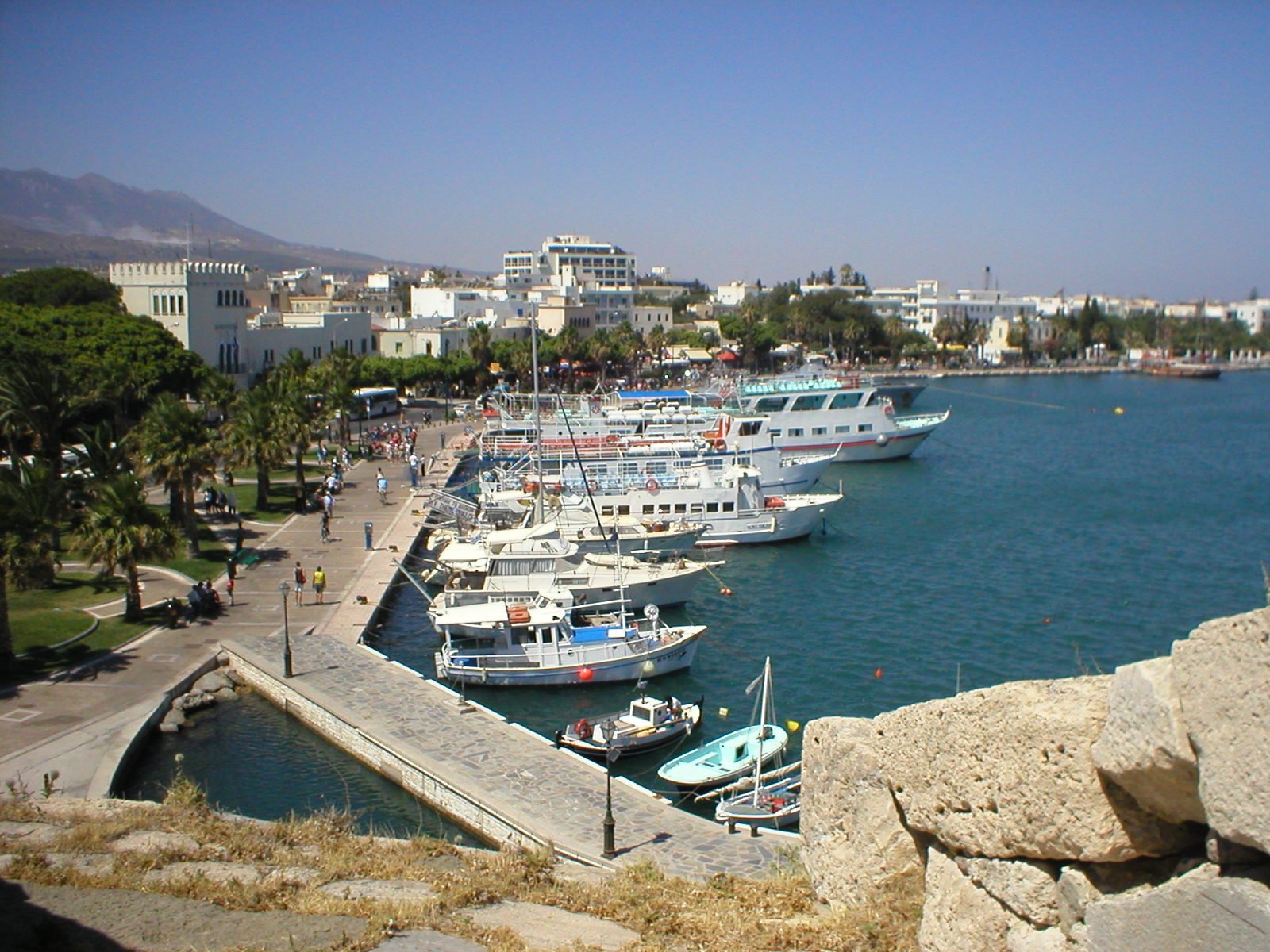
Vy över gamla hamnen i staden Kos.

Kos är en långsträckt ö i riktning sydväst-nordost, och är övervägande bergig med klipprik kust. Den högsta punkten är Díkaios (846 m ö.h.). Vissa delar av ön är lägre belägna, och här odlas vindruvor, fikon, oliver, spannmål och meloner. Huvudorten Kos ligger på öns nordöstra kust, nära udden Skandarion. Orten har en god hamn och en fästning, som ursprungligen var den grekiska stadens akropolis, senare johanniternas riddarborg.
Mindre samhällen och byar på ön Kos är bland annat följande:
- Antimácheia
- Asfendioú
- Kardamena
- Kéfalos
- Lagoúdi Zía
- Linopótis
- Marmári
- Mastichárion
- Pylíon
- Tigkákion
- Zipárion

## Historia
En av de grekiska stammarna, dorer från Epidauros förde med sig kulten av Asklepios, läkekonstens gud, och Kos blev berömt för sitt storartade Asklepiostempel och sin läkarskola, där läkekonstens fader Hippokrates verkade. Tillsammans med några närliggande städer, däribland Halikarnassos och Knidos, bildade ön en dorisk förbundsstat. Den antike målaren Apelles härstammade från Kos, och flera typer av konsthantverk idkades på ön. Särskilt berömda var ett slags lätta och genomskinliga vävnader, koiska tyger.
Under hellenistisk tid tillhörde Kos Egypten, och senare kom ön under romarriket. 1315 besattes ön av johanniterriddare. Den tillhörde Osmanska riket 1523–1912 och var italiensk 1912–1947. Italienarna hade ockuperat ön redan under Tripoliskriget 1911–1912, men ön avstods officiellt av Turkiet först i och med Lausannefreden 1923.
1912 hade Kos 14 570 invånare, varav 10 550 greker och 4 000 turkar. 1922 hade ön 16 169 invånare.